# Schlössl in der Baumgasse
Das Schlössl in der Baumgasse ist ein kleines Grazer Schloss, das sich in der Baumgasse im Stadtbezirk Andritz befindet. Seine Geschichte geht bis auf die Zeit um 1669 zurück.

## Geschichte
Der Grund, auf dem das Schlössl erbaut wurde, gehörte bis ins Jahr 1622 zum Besitz des Schlosses Karlau. Um 1669 wurde das Schlössl von Wolf Max Freiherr von Eibiswald errichtet. Nach dem Tod von Wolf Max im Jahre 1693 ging das Gut an einen Graf Schönborn, welcher es mit seiner Herrschaft in  Arnfels verband. Im Jahr 1810 wurde es von dieser Herrschaft wieder abgetrennt und an Franz Rohrbacher verkauft. Nach mehreren Besitzerwechseln ging das Schlössl 1820 an den Militär-Ärar. Heute befindet es sich im Staatsbesitz.